# 1968年の日本公開映画
- 映画 > 映画の一覧 > 年度別日本公開映画 > 1968年の日本公開映画
- 映画 > 1968年の映画 > 1968年の日本公開映画

1968年の日本公開映画（1968ねんのにほんこうかいえいが）では、1968年（昭和43年）1月1日から同年12月31日までに日本で商業公開された映画の一覧を記載。作品名の右の丸括弧内は製作国を示す。
記載の凡例については年度別日本公開映画#凡例を参照

## 作品一覧

### 1月
- 3日
  - 喜劇初詣列車 （ 日本）
  - 人間魚雷 あゝ回天特別攻撃隊 （ 日本）
- 13日
  - 悪名十八番 （ 日本）
  - 眠狂四郎女地獄 （ 日本）
  - 無頼より 大幹部 （ 日本）
  - 遊侠三国志 鉄火の花道 （ 日本）
- 14日
  - 社長繁盛記 （ 日本）
  - 春らんまん （ 日本）
- 20日
  - 黄金作戦 追いつ追われつ （ アメリカ合衆国）
  - クーガー荒野に帰る （ アメリカ合衆国）

### 2月
- 1日
  - 野良犬の罠 （ アメリカ合衆国）
- 9日
  - 博徒解散式 （ 日本）
  - 陸軍諜報33 （ 日本）
- 10日
  - 殺しの分け前/ポイント・ブランク （ アメリカ合衆国）
  - パーマーの危機脱出 （ アメリカ合衆国）
- 13日
  - 男の掟 （ 日本）
  - 藤猛物語 ヤマト魂 （ 日本）
- 14日
  - 女と味噌汁 （ 日本）
  - 喜劇 駅前開運 （ 日本）
  - 真昼の衝動 （ アメリカ合衆国）
- 24日
  - いつも心に太陽を （ イギリス）
  - 俺たちに明日はない （ アメリカ合衆国）
  - カスター将軍 （ アメリカ合衆国）
  - 続・社長繁盛記 （ 日本）
  - 藪の中の黒猫 （ 日本）

### 3月
- 1日
  - 嵐に立つ （ 日本）
- 2日
  - ウィル・ペニー （ アメリカ合衆国）
  - 女王陛下の大作戦 （ イタリア）
  - ドクター・コネリー/キッドブラザー作戦 （ イタリア）
- 8日
  - 怒りの荒野 （ イタリア /  ドイツ）
- 9日
  - ジェットF104脱出せよ （ 日本）
  - 陸軍中野学校 開戦前夜 （ 日本）
- 15日
  - 男の挑戦 （ 日本）
- 16日
  - サイレンサー/待伏部隊 （ アメリカ合衆国）
  - サムライ （ フランス /  イタリア）
  - 戦争プロフェッショナル （ イギリス）
  - パリのめぐり逢い （ フランス /  イタリア）
  - ミニミニ突撃隊 （ 日本）
- 20日
  - ガメラ対宇宙怪獣バイラス （ 日本）
  - 妖怪百物語 （ 日本）
- 28日
  - 召使 （ イギリス）
- 30日
  - 帰って来たヨッパライ （ 日本）
  - 進め!ジャガーズ 敵前上陸 （ 日本）
  - 青春の風 （ 日本）

### 4月
- 5日
  - 刑事マディガン （ アメリカ合衆国）
- 6日
  - 喜劇 泥棒学校 （ 日本）
  - とむらい師たち （ 日本）
  - 招かれざる客 （ アメリカ合衆国）
- 10日
  - ザ・タイガース 世界はボクらを待っている （ 日本）
  - ドリフターズですよ!盗って盗って盗りまくれ （ 日本）
- 11日
  - 2001年宇宙の旅 （ アメリカ合衆国）
- 12日
  - イタリヤ式奇跡 （ イタリア /  フランス)
- 13日
  - 猿の惑星 （ アメリカ合衆国）
- 19日
  - 獄中の顔役 （ 日本）
  - 代貸 （ 日本）
- 20日
  - インディアン狩り （ アメリカ合衆国）
  - 怪談雪女郎 （ 日本）
  - 新・夕陽のガンマン/復讐の旅 （ イタリア）
  - ひとり狼 （ 日本）
- 23日
  - サン・セバスチャンの攻防 （ フランス /  イタリア /  メキシコ /  アメリカ合衆国）
- 27日
  - クレージーメキシコ大作戦 （ 日本）
- 28日
  - 赤道を駈ける男 （ 日本）
  - 大幹部 無頼 （ 日本）

### 5月
- 1日
  - 女賭博師鉄火場破り （ 日本）
  - 暗くなるまで待って （ アメリカ合衆国）[1]
  - 眠狂四郎人肌蜘蛛 （ 日本）
- 4日
  - 悪魔のようなあなた（ フランス /  イタリア /  西ドイツ）
- 10日
  - 怒りの荒野 （ イタリア）
- 11日
  - 冷血 （ アメリカ合衆国）
- 15日
  - 女と女と女たち（ イタリア /  フランス /  アメリカ合衆国）
- 23日
  - 女と将軍（ イタリア /  フランス）
- 24日
  - 荒野の隠し井戸（ アメリカ合衆国）
- 25日
  - 河内フーテン族 （ 日本）
  - 喜劇 駅前火山 （ 日本）
  - 裸足で散歩（ アメリカ合衆国）
- 29日
  - 明治血風録 鷹と狼 （ 日本）
  - わが命の歌 艶歌 （ 日本）
- 31日
  - 怪談残酷物語 （ 日本）
  - 新・いれずみ無残 （ 日本）
  - 奴らを高く吊るせ!（ アメリカ合衆国）

### 6月
- 1日
  - これがベトナム戦争だ! （ 日本）
  - 魚が出てきた日 （ ギリシャ王国 /  イギリス）
  - 大列車強盗団 （ イギリス）
- 8日
  - 卒業 （ アメリカ合衆国）
- 9日
  - ニューヨーク大混戦 （ フランス /  イタリア）
- 15日
  - 怪談おとし穴 （ 日本）
  - 荒野の渡世人 （ 日本）
  - 残酷の沼 （ イギリス）
  - 姿なき殺人 （ イギリス）
  - 牝猫と現金 （ フランス）
  - プロレスWリーグ 血ぬられた王者 （ 日本）
  - 牡丹燈籠 （ 日本）
- 16日
  - 悪い奴ほど手が白い （ イタリア）
- 22日
  - トニー・ローム/殺しの追跡（ アメリカ合衆国）
  - ニューヨーク泥棒結社（ アメリカ合衆国）
- 23日
  - 裏切りの荒野（ イタリア /  西ドイツ）
- 25日
  - 華麗なる賭け （ アメリカ合衆国）
- 28日
  - 温泉あんま芸者 （ 日本）
  - 帰って来た極道 （ 日本）

### 7月
- 6日
  - 10億ドルの頭脳 （ イギリス /  アメリカ合衆国）
- 12日
  - 怪談 蛇女 （ 日本）
  - 怪猫 呪いの沼 （ 日本）
- 13日
  - アンツィオ大作戦 （ アメリカ合衆国 /  イタリア）
  - 秘録おんな蔵[2]。 （ 日本）
  - 続やくざ坊主 （ 日本）
  - 年ごろ （ 日本）
  - リオの若大将 （ 日本）
- 20日
  - 茂みの中の欲望 （ イギリス）

### 8月
- 1日
  - 嵐の果し状[3] （ 日本）
  - 海ひこ山ひこ （ 日本）
  - 怪獣総進撃 （ 日本）
  - 侠客列伝 （ 日本）
  - 盛り場ブルース （ 日本）
  - 無頼非情 （ 日本）
- 3 日
  - サンダーバード6号 ( イギリス)
  - ジョーカー野郎 ( イギリス)
- 10日
  - 座頭市果し状 （ 日本）
  - 闇を裂く一発 （ 日本）
- 14日
  - 吸血鬼ゴケミドロ （ 日本）
  - 空想天国 （ 日本）
  - 連合艦隊司令長官 山本五十六 （ 日本）
- 17日
  - しのび逢い （ イギリス）
  - スター! ( アメリカ合衆国)
- 23日
  - アルプスの少女ハイジ （ 西ドイツ）
- 24日
  - 関東女やくざ （ 日本）
  - 二匹の用心棒 （ 日本）
- 31日
  - スピードウェイ ( アメリカ合衆国)

### 9月
- 1日
  - ニューヨークの大停電 （ アメリカ合衆国）
- 7日
  - 魚雷特急 （ アメリカ合衆国）
- 10日
  - コマンド戦略 （ アメリカ合衆国）
  - バンドレロ （ アメリカ合衆国）
- 14日
  - 緋牡丹博徒 （ 日本）
- 15日
  - 小さなスナック （ 日本）
  - 初恋宣言 （ 日本）
- 21日
  - あゝひめゆりの塔 （ 日本）
  - 異邦人 （ イタリア /  フランス /  アルジェリア）
  - 女賭博師絶縁状 （ 日本）
  - 高校生芸者 （ 日本）
  - 第50回全国高校野球選手権大会 青春 （ 日本）
  - ドリフターズですよ!冒険冒険また冒険 （ 日本）
  - ボディガード （ アメリカ合衆国}）
- 27日
  - 復讐の歌が聞える[4] （ 日本）
- 28日
  - バンディドス （ イタリア /  スペイン）
  - 燃える洞窟 （ イギリス）

### 10月
- 5日
  - オリバー! （ イギリス /  アメリカ合衆国）
  - 潜水艦X-1号 （ イギリス）
  - 縄張はもらった  日本
  - 東シナ海  日本
  - 星空の用心棒 （ フランス /  スペイン）
- 9日
  - 黒衣の花嫁（ フランス /  イタリア）
- 12日
  - ごろつき （ 日本）
  - 妖艶毒婦伝 般若のお百 （ 日本）
- 14日
  - レッツゴー!高校レモン娘 （ 日本）
- 19日
  - ペルーの鳥 （ フランス）
- 20日
  - さらば友よ （ フランス）
- 22日
  - かわいい毒草 （ アメリカ合衆国）
- 25日
  - 人生劇場 飛車角と吉良常 （ 日本）
  - 夜の歌謡シリーズ 命かれても （ 日本）
- 26日
  - アルデンヌの戦い （ イタリア /  西ドイツ /  フランス）
  - バーバレラ （ アメリカ合衆国 /  フランス /  イタリア）

### 11月
- 2日
  - コント55号 世紀の大弱点 （ 日本）
  - 日本一の裏切り男 （ 日本）
  - BG・ある19才の日記 あげてよかった （ 日本）
  - 無頼 人斬り五郎 （ 日本）
- 8日
  - 吸血髑髏船 （ 日本）
  - 黒蜥蜴 （ 日本）
  - 昆虫大戦争 （ 日本）
- 9日
  - 白い恋人たち （ フランス）
- 12日
  - 血斗のジャンゴ （ イタリア /  スペイン）
- 13日
  - 殺意 （ フランス）
- 16日
  - クルーゾー警部 （ イギリス /  アメリカ合衆国）
  - 暴力波止場 （ アメリカ合衆国）
- 22日
  - 緋牡丹博徒 一宿一飯 （ 日本）
- 23日
  - 祇園祭 （ 日本）
  - 狙撃 （ 日本）
  - 復讐のガンマン （ イタリア /  スペイン）
  - ロミオとジュリエット ( イギリス /  イタリア / アメリカ合衆国）
- 30日
  - 天使のいたずら （ イギリス /  アメリカ合衆国）

### 12月
- 7日
  - 絞殺魔 （ アメリカ合衆国）
  - 夜の歌謡シリーズ 伊勢佐木町ブルース （ 日本）
- 14日
  - ある少女の告白 純潔 （ 日本）
  - 燃える大陸 （ 日本）
- 18日
  - チキ・チキ・バン・バン （ イギリス /  アメリカ合衆国）
- 19日
  - ガンマー第3号 宇宙大作戦 （ 日本）
  - ザ・タイガース 華やかなる招待 （ 日本）
  - 燃えろ!青春 （ 日本）
- 21日
  - あの胸にもういちど （ フランス /  イギリス）
  - 荒鷲の要塞 （ アメリカ合衆国）
  - ブリット （ アメリカ合衆国）
- 25日
  - ラスベガス強奪作戦 （ アメリカ合衆国）
- 28日
  - 女賭博師みだれ壷 （ 日本）
  - 座頭市喧嘩太鼓 （ 日本）
  - 新 網走番外地 （ 日本）
  - 博徒列伝 （ 日本）
  - 無頼 黒匕首 （ 日本）
  - 忘れるものか （ 日本）
- 31日
  - さらば夏の光（ 日本）
  - 小さな兵隊 （ フランス）